# Tamara Tichonova
Tamara Ivanovna Tichonova (Russisch: Тамара Ивановна Тихонова) (Kovaljovo (Oedmoertië), 13 juni 1964) is een voormalig Russisch langlaufer. 

## Carrière
Tichonova behaalde haar grootste succes tijdens de Olympische Winterspelen 1988 met de gouden medaille op de 20 kilometer en de estafette en de zilveren medaille op de vijf kilometer. Tichonova werd ook nog tweemaal wereldkampioen op de estafette. Tichonova beëindigde in 1992 haar loopbaan.

## Belangrijkste resultaten

### Olympische Winterspelen
| Editie | Plaats  | Resultaten                          |
| ------ | ------- | ----------------------------------- |
| 1988   | Calgary | 5 km · 5e 10 km · 20 km · estafette |

### Wereldkampioenschappen langlaufen
| Jaar | Plaats           | Resultaten             |
| ---- | ---------------- | ---------------------- |
| 1985 | Seefeld in Tirol | estafette              |
| 1989 | Lahti            | 10 km vrij · estafette |
| 1991 | Val di Fiemme    | 10 km vrij · estafette |